# Horse Guards Road
Horse Guards' Road (ou simplement "Horse Guards") est une rue de Londres.

## Situation et accès

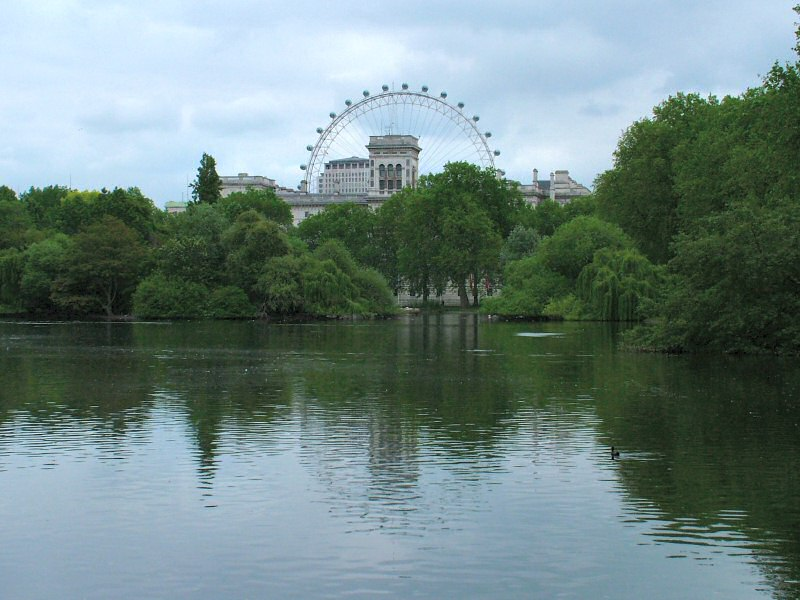
Horse Guards vue de St. James's Park, avec en arrière-plan le London Eye.

Horse Guards Road est située dans la Cité de Westminster.
Elle part, vers le sud, du Mall pour donner sur Birdcage Walk. Elle est parallèle à celles de Whitehall et Parliament Street.
Les stations de métro les plus proches sont, au nord, Charing Cross, où circulent les trains des lignes  Bakerloo  Northern, et, au sud, St. James's Park, desservie par les lignes  Circle  District.

## Origine du nom

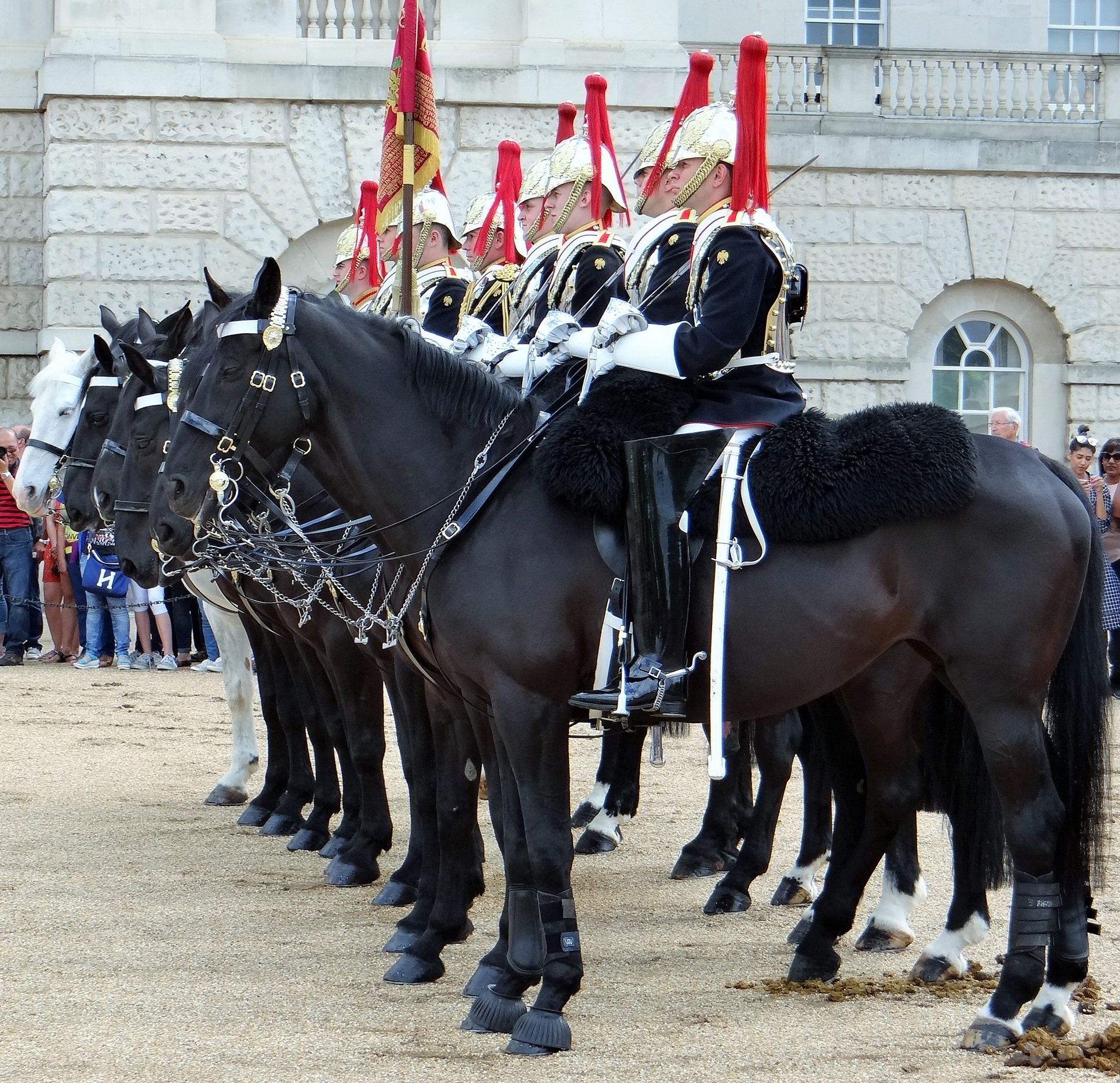
Les gardes à cheval britanniques.

La rue doit son nom, littéralement, aux gardes à cheval britanniques (aujourd'hui représentés par deux régiments, les Blues and Royals et les Life Guards) qui l'empruntent pour se rendre à la place Horse Guards Parade.

## Bâtiments remarquables et lieux de mémoire

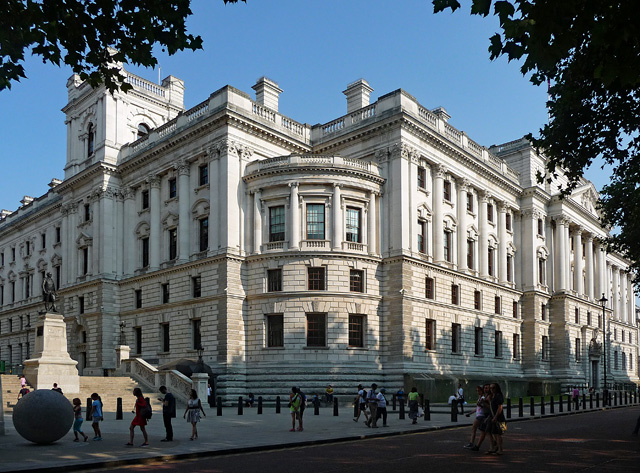
New Government Offices, Horse Guards Road ; bâtiment classé de grade II, construit en 1899-1915.

À l'ouest se situe St. James's Park, un des parcs royaux de Londres, tandis qu'à l'est on trouve divers édifices liés au gouvernement britannique, tels que les Old Admiralty Buildings (Anciens bâtiments de l'Amirauté), le Cabinet Office, Downing Street, le Foreign and Commonwealth Office, et HM Treasury (ministère de l'économie et des finances britannique). On trouve également, à l'est de la route, une immense place, Horse Guards Parade, où se tient chaque année la cérémonie Trooping the Colour en présence du monarque.
À l'est de la rue, près de King Charles Street, se trouve un mémorial pour les 202 victimes des attentats de Bali de 2002. Il est constitué d'un globe placé devant un mur courbé. 202 colombes sont gravées sur le globe, et les noms des victimes sont gravés sur le mur. Le mémorial a été inauguré par le prince Charles et la duchesse de Cornouailles le 12 octobre 2006.